# Jimmy White's Whirlwind Snooker
Jimmy White's Whirlwind Snooker est un jeu vidéo de snooker sorti en 1991 sur Amiga, Atari ST et PC, puis sur Mega Drive par la suite. Développé et édité par Virgin Games, le jeu a été conçu par Archer MacLean. Il tire son nom du fameux joueur de snooker britannique Jimmy White.
Le jeu a connu deux suites, Archer MacLean's Pool en 1992 et Jimmy White's 2: Cueball en 1999.